# ライク・ア・プレイヤー (マドンナの曲)
「ライク・ア・プレイヤー」 (Like a Prayer) はマドンナの楽曲で、1989年に発表された同名のアルバム『ライク・ア・プレイヤー』から1枚目のシングルとしてリリースされた。
2024年には映画『デッドプール&ウルヴァリン』に使用された。

## 解説
当時の「ローリング・ストーン」誌の中で、その重厚なゴスペル・コーラス、ファンキーなグルーブのあるサウンドが賞賛された。『ローリング・ストーンの選ぶオールタイム・グレイテスト・ソング500』（2021年版）において、55位にランクされている。
チャートでの成功も注目され、ビルボード・チャートではHot100、エア・プレイ、セールス、クラブ・プレイ、そしてマキシ・シングル・セールスで第1位を制覇した大ヒット曲となった。翌年に発表されたダンス・クラシック「ヴォーグ」などと共にマドンナのシングルとしては最も成功した曲の一つとされている。同名のアルバムの先行シングルとして1989年2月18日に発表され、Hot100では同年4月22日に第1位を獲得し、その後3週間トップの座を維持した。

### ペプシ論争
この曲がシングルとして発表される以前に、マドンナは米国ペプシ社と当時としては破格の500万ドルのギャラで契約を結んだ。この契約は、マドンナが新曲と共にペプシコーラを宣伝したTVコマーシャルを撮影し、ペプシコーラのスポークスマンとしてその後合計3つのコマーシャルに出演するというものであった。またペプシはマドンナが1990年に敢行する「ブロンド・アンビション・ツアー」のスポンサーになることを約束した。「ライク・ア・プレイヤー」はアメリカでは、シングルとしてラジオで流される前にTVコマーシャルで流される、音楽史上初の楽曲となった。
コマーシャル自体を宣伝するために別の短いコマーシャルが作られ、前もって流されるという異例のプロモーションが行われた後、ペプシのコマーシャルは当時高視聴率だったテレビ番組「ザ・コズビー・ショー」で初披露された。
「メイク・ア・ウィッシュ」と題された2分半にもわたる長編のコマーシャルは、マイク・ピトカ監督によってアリゾナ州で撮影された。内容は、マドンナが自分が8歳の時の誕生会のビデオをペプシを飲みながら見るシーンで始まり、タイム・トリップで大人のマドンナと8歳のマドンナが入れ替わる。そして大人のマドンナが小学校で曲に合わせてダンスをし、そのまま街に繰り出して最後に教会で聖歌隊と一緒に踊る。一方8歳のマドンナはテレビでこの模様を見た後、大人のマドンナの家で自分が誕生日にもらった人形を見つけるという話で完結する。
しかし、メアリー・ランバート監督によるシングルのプロモーション・ヴィデオが発表されると、その内容をめぐって論争が巻き起こる。ヴィデオの中で、マドンナが聖痕を帯び、焼ける十字架の前で踊ったりするシーンがカトリック教会、そしてその他の宗教団体からの厳しい批判を受けた。批判の中には、マドンナが黒いキリストと思われる人物と祭壇でセックスするシーンが不敬であると言うものもあった(もっとも、宗教団体によるこのシーンの解釈は、マドンナがオーガズムを経験しているとの事であった）。やがて宗教団体は批判するだけに止まらず、ペプシ製品全てをボイコットするという不買運動を要求し、マドンナのコマーシャルは、結局一度テレビで流れた後、放送禁止になった。その後ペプシはマドンナとの契約を解除させられ、ツアーのスポンサーも降りることになった。マドンナ自身はその後日本企業のパイオニアとツアーのスポンサー契約を結び、ペプシとの契約金の500万ドルはそのまま受け取った。

## 収録曲
日本盤 7" レコード・シングル (07P7-611)
1. ライク・ア・プレイヤー　Like a Prayer - 5:07
2. アクト・オブ・コントリション　Act of Contrition  - 2:19

日本盤 8 cm シングル (10P3-6112) 
1. ライク・ア・プレイヤー　Like a Prayer - 5:07
2. アクト・オブ・コントリション　Act of Contrition - 2:19

リミックス・プレイヤーズ
1. ライク・ア・プレイヤー (12"ダンス・ミックス) - 7:55
2. ライク・ア・プレイヤー (12"エクステンデッド・リミックス) - 7:27
3. ライク・ア・プレイヤー (チャーチャペラ) - 6:09
4. ライク・ア・プレイヤー (12"クラブ・ヴァージョン) - 6:38
5. ライク・ア・プレイヤー (7"リミックス/エディット) - 5:45
6. エクスプレス・ユアセルフ (ノンストップ・エクスプレス・ミックス) - 8:02
7. エクスプレス・ユアセルフ (ストップ&ゴー・ダブ) - 10:52
8. エクスプレス・ユアセルフ (ローカル・ミックス) - 6:28

デジタル配信
1. ライク・ア・プレイヤー (12"ダンス・ミックス) - 7:50
2. ライク・ア・プレイヤー (12"エクステンデッド・リミックス) - 7:21
3. ライク・ア・プレイヤー (チャーチャペラ) - 6:05
4. ライク・ア・プレイヤー (12"クラブ・ヴァージョン) - 6:35
5. ライク・ア・プレイヤー (7"リミックス/エディット) - 5:41
6. アクト・オブ・コントリション - 2:19
7. ライク・ア・プレイヤー (7"ヴァージョン) - 5:19
8. ライク・ア・プレイヤー (インストラ・ダブ) - 6:14
9. ライク・ア・プレイヤー (ベース・ダブ) - 5:49
10. ライク・ア・プレイヤー (ダブ・ビーツ) - 4:44

## 公式リミックス/ヴァージョン
- Album Version 5:40
- Q Sound Mix/The Immaculate Collection Version 5:51
- 12" Dance Mix 7:56
- 12" Extended Remix 7:26
- 12" Club Version 6:38
- 7" Remix Edit 5:45
- 7" Dance Edit 5:25
- 7" Version (US 3" CD Single) 5:19
- 7" Version With Fade 5:07
- Album Version With Fade 5:10
- Instra Dub 6:01
- Bass Dub 5:31
- Dub Beats 4:39
- Churchapella 6:09